# Daryl Murphy
Daryl Murphy (Waterford, 15 maart 1983) is een Iers voetballer die als aanvaller of als vleugelspeler speelt. Hij tekende in juli 2017 een contract tot medio 2020 bij Nottingham Forest, dat hem overnam van Newcastle United. Murphy debuteerde in 2007 in het Iers voetbalelftal.

## Clubcarrière
Murphy trok in november 2000 naar het Engelse Luton Town, maar keerde twee jaar later terug naar Ierland om bij Waterford United te tekenen. In 2005 kreeg hij zijn kans bij het Engelse Sunderland. Op 12 februari 2006 maakte de Iers international zijn eerste doelpunt in de Premier League als invaller tegen Tottenham Hotspur. In vijf seizoenen maakte hij veertien treffers in 114 competitiewedstrijden voor The Black Cats. Tussendoor werd hij uitgeleend aan Sheffield Wednesday en Ipswich Town. In 2010 werd Murphy verkocht aan het Schotse Celtic. Daar kwam hij echter niet aan scoren toe waarop de club hem tweemaal uitleende aan het Engelse Ipswich Town. In 2013 verliet de Iers international de Schotse topclub definitief voor Ipswich Town. Tijdens het seizoen 2013/14 maakte hij dertien doelpunten in 45 competitiewedstrijden, het beste in zijn loopbaan tot dat moment. Het seizoen erop maakte Murphy 27 doelpunten in 46 competitiewedstrijden. Daarmee werd hij topscorer van de Championship.

## Interlandcarrière
Murphy debuteerde op 24 mei 2007 in het nationale elftal van Ierland in een oefeninterland tegen Ecuador in het Giants Stadium in East Rutherford (New Jersey). Op 8 september 2007 speelde hij zijn eerste officiële interland, een EK-kwalificatiewedstrijd tegen Slowakije in Bratislava. Murphy in juni 2016 met Ierland deel aan het Europees kampioenschap voetbal 2016 in Frankrijk. Ierland werd in de achtste finale uitgeschakeld door gastland Frankrijk na twee doelpunten van Antoine Griezmann.